# Purple Rain (группа)
Purple Rain (кор. 퍼플레인) — южнокорейская рок-группа, сформированная на шоу талантов «Superband» на канале JTBC в 2019 году. Группа заняла 3-е место в конкурсе и подписала контракт с лейблом JTBC Studio 24 октября 2019 года. Дебют состоялся 5 марта 2020 года с синглом под названием «The King Must Die». В коллективе 5 участников: Че Бохун, Ян Чживан, Ким Хаджин, Ли Нау и Чон Кванхён.
Вокалист группы Че Бохун также является вокалистом и гитаристом сольного проекта The VANE в жанре альтернативный рок. Ким Хаджин и Ян Чживан представляют собой действующий дуэт Xinbeat.
Название группы Purple Rain означает «сочетание агрессии красного и элегантности синего, сочетание сильной рок-музыки и спокойной классической музыки, влажность словно от дождя, и сочетание побуждения и чувствительности в воображении».

## Биография группы

### Биография участников до группы
Че Бохун родился в Корее, Тэгу. Есть старший брат. На учёбе у Бохуна была очень хорошая успеваемость, а также он был очень спортивным. В младшей школе занимался конькобежным шорт-треком.
Ян Чживан родился в Корее, Коян (Ильсан), но в начальной школе учился в США. После просмотра выступления Джимми Хендрикса на Вудстоке он стал интересоваться рок-музыкой.
Бас-гитарист Ким Хаджин также родился в Корее, Коян (Ильсан).
Ли Нау родился в Корее, Пусан, но вырос в Германии. Нау вырос в семье классических музыкантов, где пока рос слушал и практиковался преимущественно в классических произведениях. В возрасте 5 лет начал играть на фортепиано. В 7 лет выиграл конкурс Jugend Musiziert (немецкий детский конкурс, проводящийся в три этапа: региональный, федеральный и национальный). Он вернулся в Корею в 11 лет, а потом обратно в Германию, в 19, чтобы дальше изучать классическую музыку.
Чон Кванхён родился в Корее, Пусан. Имеет прозвище Гури. Кванхён из семьи музыкантов традиционного корейского направления, особенно по материнской линии. Его мама играет в жанре Пхансори, а папа на классических барабанах. Младшая сестра Кванхёна Чон Сори — актриса. Она участвовала в «I Can See Your Voice 3». Они много ругались, когда были детьми, но сейчас весьма близки. Гури начал мечтать о том, чтобы стать ударником в группе под впечатлением от выступления YB. Как ударник, Кванхён равняется на Аарона Спирса. Он также знал о The VANE ещё со школьных времён.
Средняя школа: B.Р.М. и The Fiaa
До знакомства Хаджина и Чживана, Хаджин был участником бэнда «В.Р.М.» в средней школе Чодонга, а Чживан был в бэнде «The Fiaa» в средней школе Чансонг. Чживан впервые увидел Хаджина на школьном соревновании бэндов и решил, что хочет играть вместе с ним. Когда Чживан пригласил Хаджина в своей бэнд, тот в первый раз отказал ему. В то время Хаджин играл намного более мягкую музыку по сравнению с Чживаном, поэтому он был смущён предложением Чживана, но всё же решил попробовать. Чтобы сохранить временной баланс для репетиций, они даже пошли в одну и ту же старшую школу. Они почти каждый день встречались после школы, чтобы репетировать, однако, никогда не здоровались в школе. Они оба зарабатывали, участвуя в музыкальных конкурсах, и на эти деньги они оплачивали аренду репетиционной студии и покупали новые инструменты. Хаджина и Чживан также близки с родителями друг друга.
2008: Группа AXIZ и SBS Poet Special
Первое появление Бохуна на ТВ было в 2008 году на программе SBS Poet Special.
4 апреля 2008 Чживан и Хаджин сформировали группу AXIZ, состоявшую из 5 участников. Они выиграли Best Stage Award за дебютное выступление. AXIZ участвовали в первом сезоне KBS2 TOPBAND, в шоу также участвовал Чон Кванхён. До расформирования группа AXIZ была под лейблом Universal Music.
2012: Busan MBC University Song Festival
Че Бохун занял 1-е место на фестивале университета в Пусане со собственной песней All in Love, а второе место — с композицией Neoreul cheoum bon sungan nan banhaesseo (너를 처음 본 순간 난 반했어).
2015: The VANE
Че Бохун основал сольный проект The VANE (кор. 더베인) в жанре альтернативный рок. Смысл названия группы «The Vane» — это перья на древе стрелы, летящие вместе в одном направлении. Название фандома The VANE — VEVE. Был вариант 'Vae’Suzy в качестве женской версии и 'Vae’ckham в качестве мужской, но в конце концов он решил сократить до Veve.
2016—2017: MBC program Duet Song Festival
В 2016 и 2017 годах Че Бохун участвовал в программе MBC Duet Song Festival, где выступал вместе с Kim Yoon-ah, вокалистом Jaurim. Вместе они выигрывали пять раз.
Университетские годы: Группа Ли Нау и Mystic Entertainment (Mystic Story)
Ли Нау играл в группе Nau Band, которую каждый из участников называл своим именем.
Чон Кванхён был трейни в Mystic Entertainment, где познакомился с Шин Кванилем, позже дебютировавшим в группе LUCY.

### 2019: Создание группы Purple Rain
Рок-группа Purple Rain была сформирована в шоу SuperBand, транслировавшемся с 12 апреля по 12 июля 2019 года на канале JTBC. В финале группа заняла 3-е место.
3 августа группа приняла участие в концерте SuperBand в Сеуле, где исполнила песню GAIN (가인) — Paradise Lost
24 октября 2019 года Purple Rain подписали контракт с лейблом JTBC Studio. 12 ноября был выпущен видеоклип на песню «Bird».
29 декабря на концерте SuperBand TOP3 в Сеуле группа исполнила несколько каверов других исполнителей, в том числе: Loren Allred — Never Enough, Oasis — Stop crying your heart out, The Beatles — I’ve Got A Feeling.

### 2020: Официальный дебют
Дебют состоялся 5 марта 2020 года с синглом под названием «The King Must Die». Авторами текста и музыки являются Чхе Бохун и Ким Хаджин. Также 5 марта был выпущен видеоклип на песню «The King Must Die».

## Состав группы
| Настоящее имя | Настоящее имя             | Настоящее имя  | Дата рождения | Позиция/инструмент в группе |
| На русском    | На английском             | Хангыль /Ханча | Дата рождения | Позиция/инструмент в группе |
| Че Бохун      | Chae Bohoon               | 채보훈         | 23.08.1992    | Вокал, гитара               |
| Ян Чживан     | Yang Jiwan                | 양지완         | 06.02.1993    | Лидер, электро-гитара       |
| Ким Хаджин    | Kim Hajin                 | 김하진         | 29.03.1993    | Бас-гитара                  |
| Ли Нау        | Lee Nau                   | 이나우         | 31.03.1993    | Фортепиано, клавишные       |
| Чон Кванхён   | Jeong Kwang-hyeon (Goory) | 정광현         | 21.03.1997    | Макнэ, ударные              |

## Дискография

### Синглы
| Дата релиза        | Название песни              | Примечания                           |
| 28 февраля 2020 г. | «The King Must Die»         | Музыка, слова: Чхе Бохун, Ким Хаджин |
| 28 февраля 2020 г. | «The King Must Die (Inst.)» | Музыка, слова: Чхе Бохун, Ким Хаджин |

### Саундтреки
| Дата релиза      | Название фильма/сериала | Название песни | Примечания             |
| 8 ноября 2019 г. | My Country: The New Age | «Bird»         | Музыка, слова: Martian |

### Каверы
| Дата              | Название песни                            | ТВ/радио-канал и название программы      | Исполнитель оригинала | Примечания                                                                 |
| 29 июня 2019 г.   | «Dream On»                                | JTBC: SuperBand, Episode 12              | Aerosmith             | Ли Нау написал оригинальное вступление на фортепиано для кавер-версии хита |
| 6 июля 2019 г.    | «Never Enough»                            | JTBC: SuperBand, Episode 13              | Loren Allred          | The Greatest Showman OST                                                   |
| 16 июля 2019 г.   | «Old And Wise»                            | JTBC: Super Band, Episode 14             | Alan Parsons Project  |                                                                            |
| 28 марта 2020 г.  | «비처럼 음악처럼» (Like Rain, Like Music) | KBS2: Immortal Songs: Singing the Legend | Kim Hyun-sik          |                                                                            |
| 18 апреля 2020 г. | «예술이야» (IT’S ART)                     | KBS2: Immortal Songs: Singing the Legend | PSY                   |                                                                            |
| 2 мая 2020 г.     | «무조건 (Unconditional Love)»             | KBS2: Immortal Songs: Singing the Legend | Park Sang Chul        |                                                                            |
| 11 марта 2020 г.  | Stop crying your heart out                | KBS2: MBC Standard FM: Idol Radio        | Oasis                 |                                                                            |
| 11 марта 2020 г.  | Paradise Lost                             | KBS2: MBC Standard FM: Idol Radio        | GAIN (가인)           |                                                                            |

### Другие проекты участников

#### The VANE
Сольный проект Че Бохуна.
Синглы:
- 2015: Beck
- 2015: Moon Like The Star
- 2017: Alone
- 2017: Grow
- 2018: Mask

Мини-альбомы
- 2016: Line
- 2019: Run

Студийные альбомы
- 2017: Round

Саундтреки
- 2017: «Hwangak» (환각) (Save Me OST)
- 2017: «Dreamer» (Two Cops OST)
- 2018: «Changer» (Player OST)
- 2019: «Teoneol» (터널) (Item OST)
- 2019: «Nightmare» (Love in Sadness OST)
- 2019: «Savior» (Save Me 2 OST)
- 2019: «Room No. 303» (Hell Is Other People OST)
- 2019: «Open Fire» (Vagabond OST)
- 2019: «Bird» (My Country: The New Age OST, with Purple Rain)
- 2020: «No Break» (직진) (Itaewon Class OST)
- 2020: «Superhero» (Sweet Munchies OST)

#### Xinbeat
Дуэт Ким Хаджина и Ян Чживана.

## Видеография

### Видеоклипы
| Дата релиза       | Название            |
| 12 ноября 2019 г. | «Bird»              |
| 5 марта 2020 г.   | «The King Must Die» |

## Появление на радио и ТВ

### Телевидение
| Дата                        | Канал | Название программы                 | Примечания                    |
| --------------------------- | ----- | ---------------------------------- | ----------------------------- |
| 12 апреля — 12 июля 2019 г. | JTBC  | Superband                          | 3 место в конкурсе            |
| 28 марта 2020 г.            | KBS2  | Immortal Songs: Singing the Legend | Награда «Winner of the night» |
| 18 апреля 2020 г.           | KBS2  | Immortal Songs: Singing the Legend | Награда «Winner of the night» |
| 2 мая 2020 г.               | KBS2  | Immortal Songs: Singing the Legend |                               |

### Радио
| Дата              | Радиостанция    | Программа                             |
| 27 января 2020 г. | MBC FM4U        | Good Morning FM, It’s Chzhan Shenggui |
| 4 марта 2020 г.   | KBS CoolFM      | 姜漢娜的提高音量                      |
| 10 марта 2020 г.  | MBC FM4U        | 金信英的正午希望曲                    |
| 11 марта 2020 г.  | MBC Standard FM | Idol Radio                            |
| 12 марта 2020 г.  | MBC FM4U        | 朴經的夢想電台                        |
| 18 марта 2020 г.  | Arirang Radio   | Super K-Pop                           |